# آنیکا بیسل
آنیکا نویر (نام پیشین: بیسل؛ زادهٔ ۱۱ ژوئن ۲۰۰۰) یک ورزشکار هندبال اهل آلمان است. او بیشتر به عنوان همسر مانوئل نویر، دروازه‌بان تیم ملی فوتبال آلمان و باشگاه بایرن مونیخ، شناخته می‌شود. آنیکا نویر خود به صورت حرفه‌ای در پست وینگر چپ در بوندس‌لیگا ۲ هندبال بازی می‌کرد، اما پس از ازدواج و تولد فرزندش، فعالیت حرفه‌ای خود در این رشته را متوقف کرده یا در آن وقفه ایجاد کرده است.

## زندگی شخصی و پیشینه
آنیکا بیسل در ۱۱ ژوئن ۲۰۰۰ متولد شد و شهروند آلمان است. او قدی معادل ۱۷۴ سانتی‌متر دارد. پدر او رئیس هیئت نظارت باشگاه هندبال HC ارلانگن است و نام مادرش اوته بیسل ذکر شده است. علاقه و پیشینه خانوادگی او به ورزش هندبال از طریق فعالیت‌های پدرش مشهود است. هویت عمومی آنیکا تا حد زیادی تحت تأثیر رابطه‌اش با مانوئل نویر قرار گرفته و پس از ازدواج، نام خانوادگی خود را به نویر تغییر داد. با این حال، او پیش از این رابطه نیز به صورت حرفه‌ای هندبال بازی می‌کرد و دارای مسیر شغلی مستقلی در این رشته است.

## حرفه ورزشی (هندبال)
آنیکا نویر به عنوان یک بازیکن هندبال حرفه‌ای در پست وینگر چپ فعالیت می‌کرد. او پیش از این در بوندس‌لیگا ۲ هندبال برای تیم SG H2Ku هرنبرگ بازی کرده است. در آوریل ۲۰۲۱، او به تیم اس‌وی ۱۹۲۷ رگنسبورگ پیوست که در بوندس‌لیگا ۲ هندبال بانوان فعالیت دارد و به "بانوان بانکر" شهرت دارند. او در این تیم پیراهن شماره ۳ را بر تن می‌کرد.
مسیر حرفه‌ای آنیکا با چالش‌هایی از جمله مصدومیت همراه بوده است. در مارس ۲۰۲۱، او از درد شدید در پای چپ رنج می‌برد که ناشی از فتق دیسک و گیر افتادن عصب سیاتیک تشخیص داده شد. این مصدومیت نیاز به جراحی داشت که در فوریه ۲۰۲۲ انجام شد. پس از یک دوره توان‌بخشی، او در آگوست همان سال تمرینات خود را از سر گرفت.
آنیکا نویر در فصل ۲۰۲۳/۲۴ به دلیل بارداری و سپس تولد فرزندش، در مسابقات شرکت نکرد. در مه ۲۰۲۵، گزارش‌ها حاکی از آن بود که او در سن ۲۴ سالگی تصمیم به کناره‌گیری یا ایجاد وقفه در هندبال حرفه‌ای گرفته است تا بر فرزندپروری و زندگی خانوادگی تمرکز کند. او این تصمیم را دشوار خوانده و اشاره کرده است که نیاز به زمان بیشتری برای پسرش دارد.

## رابطه با مانوئل نویر
رابطه آنیکا بیسل و مانوئل نویر برای اولین بار در اوایل سال ۲۰۲۰ به صورت عمومی گزارش شد، اگرچه هرگز به طور رسمی توسط طرفین تأیید نشد. گزارش‌ها در مه ۲۰۲۰ نشان می‌داد که این دو برای چند ماه در ارتباط بوده‌اند. آن‌ها در رویدادهای عمومی مختلفی مانند اکتبرفست ۲۰۲۲ و مسابقات فوتبال مانوئل نویر، از جمله بازی‌های یورو ۲۰۲۴، در کنار یکدیگر دیده شده‌اند.
اختلاف سنی قابل توجهی بین این دو وجود دارد؛ مانوئل نویر ۱۴ یا ۱۵ سال از آنیکا بزرگتر است. شایعات مربوط به نامزدی آن‌ها در اواخر سپتامبر ۲۰۲۳ منتشر شد.
این زوج در نهایت در ۱۲ نوامبر ۲۰۲۳ در یک مراسم بسیار خصوصی در تالار شهر نزدیک دریاچه تگرن‌زی ازدواج کردند. این مراسم کوچک با حضور تنها حدود ۲۰ مهمان برگزار شد و خبر آن به سرعت منتشر شد، به ویژه پس از اینکه آنیکا نام خانوادگی خود را در شبکه‌های اجتماعی به "نویر" تغییر داد. این دومین ازدواج مانوئل نویر پس از جدایی و طلاق از همسر اولش، نینا وایس، در سال‌های ۲۰۱۹ و ۲۰۲۰ بود.

## زندگی خانوادگی
در اواخر سال ۲۰۲۳، همزمان با گزارش‌های ازدواج آنیکا و مانوئل نویر، اخباری مبنی بر بارداری آنیکا نیز منتشر شد. در ۱۴ مارس ۲۰۲۴، اولین فرزند این زوج، پسری به نام لوکا، متولد شد. توماس توخل، سرمربی بایرن مونیخ، صحت این خبر را تأیید کرد و مانوئل نویر نیز بعدها با انتشار عکس و اظهارنظر عمومی، این موضوع را تأیید کرد.
پس از تولد فرزندشان، آنیکا تصمیم گرفت تا فعالیت حرفه‌ای خود در هندبال را متوقف کند تا بر روی فرزندپروری و مراقبت از لوکا تمرکز کند.

## پروفایل عمومی و توجه رسانه‌ای
از زمانی که گزارش‌ها درباره رابطه آنیکا بیسل و مانوئل نویر در اوایل سال ۲۰۲۰ منتشر شد، آنیکا مورد توجه قابل توجه رسانه‌ها و عموم قرار گرفت. او پس از انتشار اولیه اخبار، بنا بر گزارش‌ها، حساب‌های خود در تمام شبکه‌های اجتماعی را غیرفعال کرد، اما اکنون حساب اینستاگرام او فعال اما در حالت خصوصی قرار دارد. تغییر نام کاربری او در اینستاگرام به "Anika Neuer" یکی از نشانه‌هایی بود که خبر ازدواج او و مانوئل نویر را به اطلاع عموم رساند.
آن‌ها در ادامه در رویدادهای عمومی مختلفی در کنار یکدیگر ظاهر شدند، از جمله اکتبرفست ۲۰۲۲ و مسابقات مانوئل نویر، مانند بازی‌های یورو ۲۰۲۴.3 رسانه‌ها در پوشش رابطه این زوج بر جنبه‌های مختلفی مانند اختلاف سنی و زمان آغاز رابطه نسبت به ازدواج قبلی مانوئل نویر, تمرکز کرده‌اند. برخی گزارش‌ها نیز به شباهت ظاهری آنیکا با همسر اول نویر اشاره داشته‌اند. این توجه رسانه‌ای که به دلیل رابطه‌اش با یک چهره مشهور به آنیکا معطوف شده، چالش‌های حفظ حریم خصوصی و مدیریت تصویر عمومی را برای شرکای افراد مشهور برجسته می‌سازد.